# Emidio Greco
Emidio Greco (Leporano, 20 de octubre de 1938 - Roma, 22 de diciembre de 2012) fue un director y guionista italiano conocido, sobre todo, por su trabajo La invención de Morel.

## Biografía
Nacido en  Leporano, pero su familia se trasladó a Turií. En 1964 se gradió en el Centro Sperimentale di Cinematografia, y dos años después, empezó su actividad como documentalista para la RAI TV. En 1971 trabajó a las órdenes de Roberto Rossellini en la entrevista registrada a Salvador Allende. Su debut como director sería en 1974 con La invención de Morel que fue alabada por la crítica y le señaló como una promesa como talento del cine italiano. En su segundo film, Ehrengard, filmado en 1982, no pudo ser presentada hasta 2002 debido a los problemas financieros de los productores En 1991 fue premiado con el Nastro d'Argento por su guion en el film Una storia semplice.
En 2004 Greco, junto a Francesco Maselli, fundó y organizó la sección "Giornate degli Autori" en el Festival de Venecia. Murió en Roma a los 74 años después de una breve enfermedad.

## Filmografía
- La invención de Morel (L'invenzione di Morel) (1974)
- Ehrengard (1982)
- Un caso d'incoscienza (1984, Telefilm)
- L'arte e la società (1988, documental)
- Una storia semplice (1991)
- Milonga (1999)
- Il consiglio d'Egitto (2003)
- L'uomo privato (2007)
- Notizie dagli scavi (2011)